# 加々美登生
加々美 登生（かがみ とうい、1999年2月15日 - ）は、山梨県出身のプロサッカー選手。Jリーグ・ザスパ群馬所属。ポジションはミッドフィールダー。

## 略歴
ヴァンフォーレ甲府のアカデミー出身。高校卒業後はトップチームに昇格せず、桐蔭横浜大学に進学した。
2021年1月4日、同年シーズンからのいわてグルージャ盛岡加入内定が発表された。3月21日、J3第2節のガイナーレ鳥取戦でJリーグデビューを果たした。4月11日、J3第5節のヴァンラーレ八戸戦でJリーグ初ゴールを決めた。
グルージャがJ2に初参戦した2022シーズン終了直後の同年10月29日、当時チームメイトだったタビナス・ポール・ビスマルクが道路交通法違反（酒気帯び運転）により警察の任意捜査を受けた際、同乗者であったことから10月31日付で厳重注意処分（減俸、チーム活動参加・練習試合等への無期限出場停止、謹慎期間中の地域貢献活動への参加）を受け、選手としての活動休止を余儀なくされていたが、翌2023年にグルージャとの契約更新を発表。2月28日に前述の処分解除、4月11日に公式試合への復帰が決まり、4月16日のJ3第7節・奈良クラブ戦より公式戦に復帰した。
2024年12月27日、ザスパ群馬へ完全移籍。

## 所属クラブ
- アミーゴスFC
- ヴァリエ都留
- 2011年 - 2013年 ヴァンフォーレ甲府U-15
- 2014年 - 2016年 ヴァンフォーレ甲府U-18
- 2017年 - 2020年 桐蔭横浜大学
- 2021年 - 2024年  いわてグルージャ盛岡
- 2025年 -  ザスパ群馬

## 個人成績
| 国内大会個人成績 | 国内大会個人成績 | 国内大会個人成績 | 国内大会個人成績 | 国内大会個人成績 | 国内大会個人成績 | 国内大会個人成績 | 国内大会個人成績 | 国内大会個人成績 | 国内大会個人成績 | 国内大会個人成績 | 国内大会個人成績 |
| 年度             | クラブ           | 背番号           | リーグ           | リーグ戦         | リーグ戦         | リーグ杯         | リーグ杯         | オープン杯       | オープン杯       | 期間通算         | 期間通算         |
| 年度             | クラブ           | 背番号           | リーグ           | 出場             | 得点             | 出場             | 得点             | 出場             | 得点             | 出場             | 得点             |
| 日本             | 日本             | 日本             | 日本             | リーグ戦         | リーグ戦         | リーグ杯         | リーグ杯         | 天皇杯           | 天皇杯           | 期間通算         | 期間通算         |
| ---------------- | ---------------- | ---------------- | ---------------- | ---------------- | ---------------- | ---------------- | ---------------- | ---------------- | ---------------- | ---------------- | ---------------- |
| 2020             | 桐蔭横浜大       | 8                | -                | -                | -                | -                | -                | 2                | 2                | 2                | 2                |
| 2021             | 岩手             | 15               | J3               | 22               | 4                | -                | -                | 3                | 1                | 25               | 5                |
| 2022             | 岩手             | 15               | J2               | 24               | 0                | -                | -                | 2                | 0                | 26               | 0                |
| 2023             | 岩手             | 15               | J3               | 23               | 6                | -                | -                | 2                | 0                | 25               | 6                |
| 2024             | 岩手             | 15               | J3               | 33               | 2                | 0                | 0                | 0                | 0                | 33               | 2                |
| 2025             | 群馬             | 11               | J3               |                  |                  |                  |                  |                  |                  |                  |                  |
| 通算             | 日本             | 日本             | J2               | 24               | 0                | -                | -                | 2                | 0                | 26               | 0                |
| 通算             | 日本             | 日本             | J3               | 78               | 12               | 0                | 0                | 5                | 1                | 83               | 13               |
| 通算             | 日本             | 日本             | 他               | -                | -                | -                | -                | 2                | 2                | 2                | 2                |
| 総通算           | 総通算           | 総通算           | 総通算           | 102              | 12               | 0                | 0                | 9                | 3                | 111              | 15               |

出場歴
- Jリーグ初出場 - 2021年3月21日 J3第2節 ガイナーレ鳥取戦 (Axisバードスタジア厶)
- Jリーグ初得点 - 2021年4月11日 J3第5節 ヴァンラーレ八戸戦 (プライフーズスタジアム)